# 염경애
염경애(1973년 7월 16일 ~)는 대한민국의 판소리 명창이다. 전라북도 남원에서 출생하였다. 2002년 제 28회 전주대사습놀이 판소리 명창부문에서 장원(대통령상)을 차지하였으며, 대회 사상 최초의  20대 (우승당시 최연소) 장원이다. 조선 후기 8대 명창으로 꼽히는 염계달의 방계 후손이며, 친고모인 염금향으로부터 사사받았다. 대학 시절 조상현으로부터 강산제 춘향가와 심청가를, 한국예술종합학교 시절 안숙선으로부터 수궁가와 적벽가를 전수받았다. 정확하면서도 분명한 성음과 강인한 통성이 특징이다.
때로는 애닯게 때로는 엄중하게 시종 구성진 소리를 뽑아내는 염경애는 상하음은 물론이고 중간음까지 막힘 없이 토해내는 폭넓은 음역과 장대한 성량 섬세한 감성을 바탕으로 천부적 목구성을 지니고 있다.  ‘미르’(국립극장 월간지)
염경애 명창은 현재 활약하는 중견명창 가운데 가장 튼실한 목을 가졌고, 엄정한 성음으로 수리성을 구사한다.

'국악누리' 2020년 09-10월호 175호

## 학력 및 경력
전남대학교 졸업 (재학중 예술대학 학생회장 역임)
한국예술종합학교 전문사 과정
국립국악원 민속악단 정단원
중요무형문화재 제5호 판소리 심청가 이수자

## 상훈
2010년 KBS 국악대상 판소리상
2002년 제 28회 전주대사습놀이 판소리 명창부 장원 (대통령상)
경주신라문화제 판소리 일반부 1등 (문화부장관상)

## 논문 및 저술
정광수 <수궁가>의 음악적 표현방법 연구 / 염경애 (학위논문(석사) -- 한국예술종합학교, 음악, 2004.2.)
국창 정광수의 예술세계 / <국창 정광수의 예술세계> 간행위원회 엮음

## 활동

### 방송활동
2016년 3월 22일 KBS 국악 한마당 적벽가 - 새타령
2012년 광대전 시즌 1 - 춘향가 중 '옥중가' 대목
2012년 광대전 시즌 1 - 단가 적벽부
2012년 광대전 시즌 1 - 춘향가 중 어사상봉 대목

### 주요 공연
2020년 판소리 완창무대 <소리 판_염경애(수궁가)>
2018년  일본군 위안부 피해자 기림의 날 기념공연 '소녀를 위한 아리랑' 짓밟힌 꽃잎 <넋풀이>, <구음시나위와 살풀이춤> 중 구음
2017년 목요풍류 '중견소리꾼이 들려주는 판소리 - 염경애' (강산제 심청가)
2016년 국립극장 완창판소리 '염경애의 심청가, 강산제'
2015년 풍류사랑방 기획공연: 목요풍류 - 강인한 통성의 소리, 염경애의 <적벽가>
2010년 김세종제 춘향가 - 국립극장
2005년 전주소리축제 완창 판소리 수궁가
2003년 국립극장 완창판소리 - 염경애<김세종제 춘향가>
2001년 염경애 수궁가 완창발표회